# James Henderson Ross
James Henderson Ross ( n. 1941 ) es un botánico sudafricano, autoridad en la familia Fabaceae.

## Algunas publicaciones
- 2003. A Census of the Vascular Plants of Victoria. 7.ª edición de National Herbarium of Victoria, Royal Botanic Gardens, 280 pp. ISBN 0958740895

- 2000. A Census of the Vascular Plants of Victoria. 6.ª edición de Royal Botanic Gardens Melbourne, 230 pp. ISBN 0958740836

- 1979. A conspectus of the African Acacia species. Memoirs of the Botanical Survey of South Africa 44. Edición ilustrada de Bot. Res. Institute, Dept. of Agric. Technical Services, 155 pp.

- 1977. Fabaceae. Parte 2 Flora of Southern Africa Series. Edición ilustrada de Bot. Res. Institute, 142 pp. ISBN 0621038326

- 1975. Flora of Southern Africa: Flowering plants volumes. Vol. 16. Fabaceae. Fabaceae : Subfamily 1, Mimosoideae. Parte 1. Editor Bot. Res. Institute, Dept. of Agric. and Water Supply, 159 pp. ISBN 0621022632

- 1972. The Flora of Natal. Botanical Survey Memoir 39. Edición ilustrada de Dep. of Technical Services, 418 pp. ISBN 0621003271

- 1972. The Acacia Species of Natal: An Introduction to the Indigenous Species. 2.ª edición revisada de Natal Branch of the Wildlife Protection & Conservation Soc. of S. Africa, 63 pp.

- 1964. A Study of Acacia caffra (Thunb.) Willd., Acacia brevispica Harms and Acacia schweinfurthii Brenan and Exell in Natal. Editor	Univ. of Natal. 70 pp.

- La abreviatura «J.H.Ross» se emplea para indicar a James Henderson Ross como autoridad en la descripción y clasificación científica de los vegetales.[3]